# Regno d'Armenia
Il Regno d'Armenia o Armenia Maggiore fu un antico regno nel Caucaso fondato nel 321 a.C.; fu indipendente dal 190 a.C. al 165 d.C. e un protettorato dell'Impero romano dal 165 al 428, quando fu inglobato dall'Impero sasanide.
Le origini del regno risalgono all'epoca intorno al 550 a.C. quando l'Impero achemenide occupò l'Armenia e istituì la satrapia d'Armenia affidata alla dinastia degli Orontidi (550-201 a.C.). In seguito alla conquista dell'Impero achemenide ad opera delle campagne di Alessandro Magno, nel 321 a.C. la satrapia si frammentò, i territori ad est dell'Eufrate diedero origine al regno d'Armenia mentre in quelli ad ovest si costituì l'Armenia Minore.

## Storia

Regno di Armenia sotto Tigrane II

Attorno al 550 a.C. l'Impero achemenide occupò l'Armenia e istituì la satrapia d'Armenia, affidata alla dinastia degli Orontidi (550-201 a.C.).
A seguito della conquista dell'Impero achemenide ad opera delle campagne di Alessandro Magno, nel 321 a.C. Oronte III trasformò la ex satrapia nel Regno d'Armenia, che dal 301 fu nella sfera d'influenza dell'Impero seleucide, seppur sempre come Stato semi-autonomo. Solo nel 201 Antioco III decise di deporre l'ultimo Oronte (IV); nel 190 divenne re d'Armenia Artaxias I, fondatore della nuova dinastia artasside (190 a.C. - 12 d.C.).

La caduta del Regno d'Armenia

Durante il periodo del suo massimo splendore, dal 95 a.C. al 66 a.C. il regno d'Armenia aveva il controllo di alcune zone del Caucaso, della odierna Turchia orientale, del Libano e della Siria.
Essa finì sotto la sfera d'influenza dei Romani nel 66 a.C., con le campagne di Lucullo e Pompeo. 
A causa di ciò, successivamente il regno d'Armenia fu teatro della contesa tra Roma e l'Impero partico. 
I Parti costrinsero il regno d'Armenia alla sottomissione dal 47 a.C. al 37 a.C., quando Roma riprese il controllo del regno.
Dal 55 al 63 l'Imperatore Nerone promosse una campagna contro i Parti che avevano invaso il regno d'Armenia, alleato dei Romani. La campagna ebbe sorti alterne fino a quando nel 63 le legioni romane invasero il territorio partico governato da re Vologase I di Partia e lo costrinsero a restituire il regno d'Armenia al proprio legittimo sovrano Tiridate I di Armenia.
Le campagne partiche di Lucio Vero (162-165) costrinsero il sovrano partico Vologase IV a restituire il regno d'Armenia ai Romani che insediarono un sovrano da loro controllato. 
La dinastia sasanide invase il regno d'Armenia nel 252 e i Romani lo riconquistarono nel 287.
Nel 301 fu il primo stato ad adottare il cristianesimo come religione di Stato.
Nel 384 il regno d'Armenia venne alla fine separato in due regioni, quella occidentale sotto l'Impero bizantino, e quella orientale venne affidata all'Impero Sasanide. La regione occidentale divenne una provincia dell'Impero Romano con il nome di Armenia Minor, mentre la parte orientale rimase un regno all'interno della Persia fino al 428 quando i Sasanidi deposero il sovrano legittimo instaurando una loro dinastia.
Queste parti dell'Armenia storica rimasero saldamente sotto il controllo persiano fino alla conquista islamica della Persia, mentre le parti bizantine rimasero fino alla conquista, anche da parte degli eserciti arabi invasori, nel VII secolo. 
Nell'885, dopo anni di dominio romano, persiano e arabo, l'Armenia riacquistò la sua indipendenza sotto la dinastia Bagratidi.